# Gonomyia spicata
Gonomyia spicata är en tvåvingeart som beskrevs av Alexander 1921. Gonomyia spicata ingår i släktet Gonomyia och familjen småharkrankar.
Artens utbredningsområde är Peru. Inga underarter finns listade i Catalogue of Life.